# 123
El año 123 (CXXIII) fue un año común comenzado en jueves del calendario juliano, en vigor en aquella fecha.
En el Imperio romano el año fue nombrado como el del consulado de Petino y Aproniano, o menos frecuentemente, como el 876 ab urbe condita, siendo su denominación como 123 a principios de la Edad Media, al establecerse el Anno Domini.

## Acontecimientos

### Imperio Romano
- Adriano evita una guerra con los partos por un encuentro personal con Osroes.
- Es construida la villa romana del emperador Adriano en Tívoli.

### Europa
- Mug Nuadat derrota al rey irlandés Conn de las Cien Batallas.

### Asia
- En China, Ban Yong, hijo de Ban Chao, restablece el control chino sobre la cuenca del Tarim.
- El gobierno chino establece "Ayudante de las regiones occidentales" sobre la cuenca del Tarim.

## Nacimientos
- Annia Cornificia Faustina, hermana de Marco Aurelio.